# 短鼻银鲛科
短鼻銀鮫科（學名：Chimaeridae），又名银鲛科，是全頭亞綱銀鮫目中的一科。为Chimaera Linnaeus, 1758的异名。

## 下属分类
本科包括以下属：
- 銀鮫屬 Chimaera Linnaeus, 1758
- 兔銀鮫屬 Hydrolagus